# 楽園のつくりかた
『楽園のつくりかた』（らくえんのつくりかた）は、笹生陽子の児童小説。2002年講談社刊。家庭の事情により祖父のもとに母と「山村留学」することになったエリート中学生が、転校先の全校生徒16名の公立中学校でクセ者揃いのクラスメート3名に囲まれつつ孤軍奮闘する姿を描く。第50回産経児童出版文化賞受賞作。2005年角川文庫刊。
および、それを原作に2003年11月29日にNHK総合テレビで放送されたテレビドラマ。天海祐希・落合扶樹の共同主演。

## ストーリー
一年前に事故死した父親の死を受容しきれず、都会の日常の中で傷つき孤独を抱え込んでしまった主人公の中学生・星野優。
そんな息子を見かねた母・涼子は、長野県にある亡き父の生家に親子で「山村留学」することを決意。
ボケかけた祖父・高志や、里親の下に山村留学している同級生たちとの温かなふれあい・山村留学生の里親（祖父の友人）の死などを通し、父の死を受容し自分を取り戻していく少年とその母の姿を、美しく雄大な長野の自然を背景に描いた。

## 登場人物
星野優（ほしの ゆう）
私立中学に通う中学2年生。将来は一流名門大学から一部上場企業への就職を目指すが、父の死を受容できず悩んでいる。
星野博史（ほしの ひろし）
優の父。商社勤務。シンガポールに赴任中に急死。。
星野涼子（ほしの りょうこ）
優の母。
おじいちゃん
優の父方の祖父。優の祖母に先立たれ、独り身で生活する。
宮下まゆ（みやした まゆ）
優のクラスメート。常にマスクをした根暗女。
一ノ瀬ヒカル（いちのせ ヒカル）
優のクラスメート。アイドル顔負けの美女。
山中作太郎（やまなか さくたろう）
優のクラスメート。バカ丸出しなサル男。

## 書誌情報
- 楽園のつくりかた（2002年7月12日、講談社、ISBN 978-4-06-211388-5）
- 楽園のつくりかた（イラスト：大島依提亜、2005年6月25日、角川文庫、ISBN 978-4-04-379001-2）
- 楽園のつくりかた（絵：渋谷学志、2015年5月13日、講談社青い鳥文庫、ISBN 978-4-06-285484-9）

## テレビドラマ
特集ドラマシリーズ『楽園のつくりかた』のタイトルで、2003年11月29日にNHK総合で放送された。天海祐希と落合扶樹（現・落合モトキ）の共同主演。
平成15年度・第58回芸術祭優秀賞受賞作品。

### キャスト
- 星野優：落合扶樹
- 星野涼子：天海祐希
- 星野博史：光石研
- 一ノ瀬ヒカル：渋谷謙人
- 宮下まゆ：杉林沙織
- 山中作太郎：門野翔
- 星野高志：田村高廣
- 杉本先生：角替和枝
- 教頭：斉藤暁
- 工務店の男：ヤブキレン　ほか

### スタッフ
- 原作 - 笹生陽子
- 脚本 - 中園健司
- 音楽 - 小六禮次郎